# Асадов, Саттар Меджид оглы
Асадов Саттар Меджид оглы (15 марта 1910, Шуша, Елизаветпольская губерния — 11 февраля 1974, Баку) — советский и азербайджанский гельминтолог, академик АН Азербайджанской ССР (1968).

## Биография
Родился 15 марта 1910 года в Шуше.
В 1939 году окончил биологический факультет Азербайджанского университета и остался на кафедре зоологии для преподавательской работы.
В 1940 году поступил в аспирантуру Института зоологии АН АзССР. После защиты кандидатской диссертации, посвященной изучению биологии ланцетовидной двуустки (возбудителя дикроцелиоза жвачных в Азербайджане), назначается руководителем гельминтологической лаборатории института. В 1947 году назначен на должность заместителя директора по научной части. В 1950 году — директор.
С 1947 по 1960 год занимался научно-организационной работой по развитию зоологических исследований в Азербайджане.
В январе 1954 году командируется в Москву в докторантуру, в Гельминтологическую лабораторию АН СССР. В 1957 году вернулся в Институт зоологии АН АзССР.
В 1962 году был избран членом-корреспондентом АН Азербайджана, а в 1968-м — действительным членом.
Председатель президиума Азербайджанского общества гельминтологов, председатель фаунистической секции республиканского Общества охраны природы.
Скончался 11 февраля 1974 года в Баку после продолжительной болезни.

## Научная деятельность
Основные научные исследования посвящены общей паразитологии, географической и экологической гельминтологии. Одним из первых в СССР изучил закономерность распространения гельминтов, т.е их природную и локальную очаговость, специфичность и устойчивость.
Наряду со специфичностью гельминтов к хозяевам обосновал приуроченность гельминтов к определенным ландшафтно-экологическим зонам и участкам.
Благодаря исследованиям сотрудников руководимой Асадовым лаборатории и ряда ветеринарных гельминтологов, было проведено эколого-гельминтологическое районирование территории республики, и впервые в практике гельминтологических исследований в СССР была составлена карта распространения главнейших гельминтозов сельскохозяйственных животных Азербайджана, успешно применяемая МСХ Азербайджана в проведении и планировании противотельминтозных мероприятий в масштабе республики.
В 1960 году была опубликована докторская диссертация Асадова по теме «Гельминтофауна жвачных животных СССР и ее эколого-географический анализ».